# وپر
وپر (به لاتین: Vaopere) یک روستا در استونی است که در دهستان کایو واقع شده‌است.